# Liu Ailing
Liu Ailing (förenklad kinesiska: 刘爱玲; traditionell kinesiska: 劉愛玲; pinyin: Liú Àilíng), född den 2 maj 1967 i Baotou, Kina, är en kinesisk fotbollsspelare. Vid fotbollsturneringen under OS 1996 i Atlanta deltog hon i det kinesiska lag som tog silver.